# Peera
Peera Samisch: Pera) is een nederzetting aan de E8 aan de rivier Könkämärivier in Finland, aan de overzijde ligt het Zweedse Keinovuopio.
Het hoofdgebouw ligt midden in het gebergte in Noord Finland en is bekend geworden als vertrekpunt, rustplaats en eindpunt voor bergwandelingen en wildwaterkanovaren. In de winter wordt het ook gebruikt als overnachtingsplaats voor langlaufers.
De nederzetting ligt ongeveer 10 kilometer ten zuiden van Kilpisjärvi in verder onbewoond gebied. Hij bestaat al lang, want een nabijgelegen meer is naar Peera genoemd (Peerajärvi); in de omgeving ligt ook de Peeraberg. De verblijfplaats bestaat verder uit een aantal typische Finse houten huisjes met een receptie annex restaurant met alleen typisch Finse en Saami gerechten, waaronder ook het Laps bier, dat niet van gerst is gemaakt, maar van wilde kruiden uit de omgeving en geen alcohol bevat (in verband met wintertochten).